# سوماک
سوماک یکی از انواع گلیم می‌باشد که در بافت آن از پود ضخیم (و گاهی پود نازک) استفاده می‌شود. بر خلاف گلیم ساده که در آن از پود برای ایجاد نقش استفاده می‌شود، در سوماک، پود غیرقابل مشاهده بوده و نقش اتصال تارها را به عهده دارد. سوماک بافته ای یک روست که پودهای اضافی و خامه‌های باقی مانده از ایجاد نقش در پشت گلیم به صورت آزاد باقی می‌ماند. زیبایی این بافته در بالا بودن رجشمار آن می‌باشد. شیوهٔ بافت این نوع گلیم پودپیچی می‌باشد که با پیچ خوردن خامهٔ رنگی دور تارها بافته می‌شود. پس از عبور پود نازک و کوبیدن با شانه بافندگی نخ‌های تار و پود درهم پیچیده می‌شوند.
سوماک به همراه ورنی از رایج‌ترین انواع بافت گلیم در منطقهٔ سیرجان می‌باشند و در استانهای کرمان، آذربایجان شرقی، اردبیل، خراسان، چهارمحال بختیاری، فارس و خوزستان نیز بافته می‌شود.